# Rhaphiptera seabrai
Rhaphiptera seabrai là một loài bọ cánh cứng trong họ Cerambycidae.